# Йейтс, Саймон
Саймон Йейтс (англ. Simon Yates, род. 7 августа 1992 в городе Бери, Великобритания) — английский профессиональный шоссейный и трековый велогонщик, выступающий вместе со своим братом-близнецом Адамом за австралийскую команду мирового тура Mitchelton-Scott. Чемпион мира на треке в гонке по очкам (2013). Чемпион Великобритании по шоссейному велоспорту в групповой гонке среди андеров (2013). Лучший молодой гонщик Тур де Франс 2017. Победитель Вуэльты Испании 2018 и Джиро д’Италии 2025.

## Карьера
Первые шаги в велоспорте Саймон сделал со своим братом Адамом на Манчестерском велодроме благодаря отцу - Джону Йейтсу . В возрасте 18 лет Йейтса выбрали в качестве участника олимпийской программы Великобритании. 
В 2010 году велосипедист представлял сборную Англии на Играх Содружества в Дели. А 2013 году на Чемпионате мира по велоспорту на треке, проходившем в Минске выиграл золотую медаль и радужную майку в гонке по очкам. 
Однако далее англичанин решил сосредоточить свое внимание в гонках на шоссе и в 2014 году подписал контракт с австралийской командой Orica GreenEDGE, в составе которой дебютировал на Тур де Франс. Первые крупные успехи пришли к Саймону в 2015 году, когда он занял 5 место в генеральной классификации Тура Страны Басков и аналогичный результат в общем зачете Критериума Дофине, попутно выиграв белую майку лучшего молодого гонщика. Однако июле занял только 89 место на Большой Петле.
В апреле 2016 года стало известно, что Саймон Йейтс стал положительную пробу на запрещенное вещество - тербуталин, во время соревнований на гонке Париж-Ницца, где занял седьмое место в общем зачете. Его команда Orica-GreenEdge взяла на себя полную ответственность за результат теста, сказав, что врач команды не смог вовремя подать заявление на получение разрешения на терапевтическое использование ингалятора для астмы. Международный союз велосипедистов принял решение дисквалифицировать спортсмена на четыре месяца из-за "не преднамеренного допинга". Дисквалификация вступила в действие задним числом с 12 марта 2016 года. И в конце августа Саймон уже был заявлен на Вуэльту Испании. На шестом этапе супермногодневки он сбежал из отрыва и одержал победу в сольном стиле. Саймон - первый из братьев Йейтс, победивший этапе Гранд-Тура.

## Достижения
2010
Чемпионат мира по трековым велогонкам среди юниоров
1-й  — Мэдисон (с Даниэль МакЛай)
2-й  — Командная гонка
2011
1-й на этапе 6 — Тур де л'Авенир
1-й Шесть дней Гента
1-й Pro-Am Classic
2-й  — Чемпионат Великобритании на треке в Омниуме
2012
1-й  — Чемпионат Великобритании на треке в Мэдисоне (с Марк Кристиан)
2013
1-й  — Чемпионат мира на треке в гонке по очкам
1-й  — Чемпионат Великобритании U-23 в групповой гонке
3-й Тур Британии
1-й на этапе 6
3-й La Côte Picarde
9-й Rás Tailteann
1-й  Молодёжная классификация
10-й Тур де л'Авенир
1-й на этапах 5 и 6
2014
1-й  Горная классификация — Тур Альберты
3-й  — Чемпионат Великобритании в групповой гонке
7-й Тур Словении
1-й  Молодёжная классификация
2015
5-й Тур Страны Басков
5-й Критериум Дофине
1-й  Молодёжная классификация
6-й Тур Романдии
2016
1-й Prueba Villafranca de Ordizia
2-й Circuito de Getxo
4-й Вуэльта Бургоса
6-й Вуэльта Испании
1-й на этапе 6
7-й Классика Сан-Себастьяна
с 12 марта по 12 июля 2016 года

7-й Париж — Ницца
2017
1-й Гран-при Мигеля Индурайна
2-й Тур Романдии
1-й на этапе 4
7-й Тур де Франс
1-й  Молодёжная классификация
9-й Париж — Ницца
1-й на этапе 6
2018
1-й Мировой тур UCI 2018
1-й  Вуэльта Испании
1-й  Комбинированная классификация
1-й на этапе 14
Джиро д’Италия
1-й на этапах 9,11 и 15
2-й Париж — Ницца
1-й на этапе 7
2-й Тур Польши
1-й на этапе 7
2-й Вуэльта Каталонии
1-й на этапе 4
2019
Вуэльта Андалусии
1-й 
1-й на этапе 4
1-й на этапе 5(ITT) Париж — Ницца
8-й Джиро д’Италия
2021
3-й Джиро д’Италия
2024
 Джиро д’Италия

## Статистика выступлений

### Чемпионаты
| Соревнование             | Соревнование | 2014 | 2015 | 2016 | 2017 | 2018 | 2019 |
| ------------------------ | ------------ | ---- | ---- | ---- | ---- | ---- | ---- |
| Чемпионат мира           | RR           | НФ   | —    | —    | —    | НФ   |      |
| Чемпионат Великобритании | RR           | 3    | 20   | —    | —    | —    |      |

### Многодневки
| Гранд-туры                |      |      |      |      |      |      |
| Гонка                     | 2014 | 2015 | 2016 | 2017 | 2018 | 2019 |
| Джиро д'Италия            | —    | —    | —    | —    | 21   | 8    |
| Тур де Франс              | НФ   | 89   | —    | 7    | —    |      |
| Вуэльта Испании           | —    | —    | 6    | 44   | 1    |      |
| Многодневки Мирового тура |      |      |      |      |      |      |
| Гонка                     | 2014 | 2015 | 2016 | 2017 | 2018 | 2019 |
| Париж — Ницца             | 44   | 29   | ДСК  | 9    | 2    | 25   |
| Тиррено — Адриатико       | —    | —    | —    | —    | —    | —    |
| Вуэльта Каталонии         | —    | —    | —    | —    | 4    | 13   |
| Тур Страны Басков         | 11   | 5    | НФ   | 22   | —    | —    |
| Тур Романдии              | —    | 6    | —    | 2    | —    | —    |
| Критериум Дофине          | —    | 5    | —    | 13   | —    |      |
| Тур Швейцарии             | —    | —    | —    | —    | —    |      |

| —   | Не участвовал     |
| НФ  | Не финишировал    |
| ДСК | Дисквалифицирован |